# Asarum sieboldii
Asarum sieboldii är en piprankeväxtart som beskrevs av Friedrich Anton Wilhelm Miquel. Asarum sieboldii ingår i släktet hasselörter, och familjen piprankeväxter.

## Underarter
Arten delas in i följande underarter:
- A. s. misandrum
- A. s. sonunsanense
- A. s. viride
- A. s. cornutum
- A. s. dimidiatum
- A. s. viridiluteolum